# 胡黄连
胡黄连（学名：Neopicrorhiza scrophulariiflora）为车前科胡黄连属下的一个种。

## 外部連結
- 胡黃連 中藥材圖像數據庫  (香港浸會大學中醫藥學院) （中文）（英文）
- 胡黃連 Hu Huang Lian （页面存档备份，存于） 中藥標本數據庫 (香港浸會大學中醫藥學院) （繁體中文）（英文）